# Społeczność Chrześcijańska w Głogowie
Społeczność Chrześcijańska w Głogowie – społeczność Kościoła Chrystusowego w RP, działająca w Głogowie.
Pastorem zboru jest Józef Adamczyk. Nabożeństwa odbywają się przy ul. Piastowskiej 5 w niedziele o godz. 10.30 oraz w czwartki o godz. 18.30.

## Historia
Pod koniec czerwca 2009 na terenie Głogowa została utworzona wspólnota ewangelikalna pod nazwą Społeczność Chrześcijańska w Głogowie, licząca 80 członków. Społeczność wynajęła pomieszczenia byłej zajezdni autobusowej przy ul. Piastowskiej 5, gdzie 15 lipca 2009 rozpoczęła remont w celu przystosowania obiektu pod swoje potrzeby. Pierwsze nabożeństwo miało tam miejsce 1 września tego roku. W budynku powstała kaplica na 150 miejsc, sala dla dzieci, kancelaria, kuchnia i szatnia.
W sierpniu 2009 wierni postanowili o wejściu w skład Wspólnoty Kościołów Chrystusowych. Społeczność przyjęta jako zbór do tego związku wyznaniowego w październiku 2009 na mocy decyzji Rady Krajowej Wspólnoty Kościołów Chrystusowych. Pastorem nowej jednostki został Józef Adamczyk. 
Oficjalna uroczystość rozpoczęcia działalności jako samodzielny zbór w strukturach WKCh miało miejsce w dniach 28-29 listopada 2009, otwarta wówczas została także kaplica. W obchodach udział wzięli m.in. Prezbiter Naczelny Wspólnoty Kościołów Chrystusowych Andrzej W. Bajeński oraz reprezentant Rady Krajowej WKCh Kazimierz Barczuk.